# Phylocentropus ligulatus
Phylocentropus ligulatus là một loài Trichoptera hóa thạch trong họ Dipseudopsidae.